# Dusona texana
Dusona texana är en stekelart som först beskrevs av William Harris Ashmead 1890.  Dusona texana ingår i släktet Dusona och familjen brokparasitsteklar. Inga underarter finns listade i Catalogue of Life.